# ルドルフ・カルマン

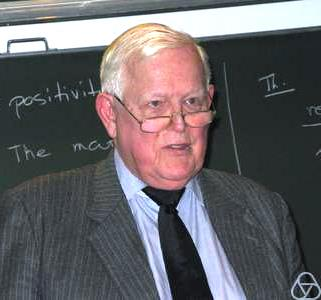
Rudolf Emil Kálmán

ルドルフ・カルマン（Rudolf Emil Kálmán、1930年5月19日 - 2016年7月2日）はハンガリー系アメリカ人の工学者である。彼は電気技術者として教育を受た後、カルマンフィルターの研究で名を馳せた。

## カルマンフィルタ
カルマンフィルターのアイディアは当初、懐疑的に受けとめられた。というのも最初に発表したジャーナルが電気工学系でなく、機械工学系のものだったからである。しかし、NASAのエイムズ研究センターのスタンレー・シュミットを尋ねた際、彼にこのアイディアを話し、広く世間に受け入れられるようになった。この出会いにより、後にアポロ計画でカルマンフィルターが採用されることになる。

## 経歴
- 1930年　ハンガリーのブダペストにて生まれる。
- 1953年　マサチューセッツ工科大学にて電気工学の学士号を取得。
- 1954年　同大学にて修士号を取得。
- 1957年　コロンビア大学にで博士号を取得。
- 1958-1964年　ボルチモアの先端技術研究協会 (RIAS) にて数学の研究員を務める。
- 1964-1971年　スタンフォード大学の教授を務める。
- 1971-1992年　フロリダ大学にて数学的システム論センターの教授と所長を兼任する。
- 1973年　上のポストと同時にチューリッヒ工科大学の数学的システム論講座の教授職を務める。

## 受賞歴
- 1974年　IEEE栄誉賞
- 1984年　Centennial Medal(同)
- 1985年　京都賞先端技術部門
- 1986年　スティール賞（アメリカ数学会）
- 1997年　Bellman Prize(同)
- 2008年　アメリカ国家科学賞数学賞、チャールズ・スターク・ドレイパー賞（全米技術アカデミー）

## 家族
- Constantina nee Stavrouと結婚しており、二人の子（AndrewとElisabeth）をもうけている[要出典]。